# Персональный Ординариат Кафедры Святого Петра
Персона́льный Ординариа́т Ка́федры Свято́го Петра́ (лат. Ordinariatus Personalis Cathedrae Sancti Petri, англ. The Personal Ordinariate of the Chair of Saint Peter) — персональный ординариат Римско-Католической Церкви с центром в городе Хьюстон, США. Данная католическая структура создана для бывших англикан, перешедших в католицизм, но желающих частично сохранить свою традиционную литургическую и общинную идентичность. Персональный ординариат Кафедры Святого Петра, распространяя свою юрисдикцию на всю территорию США и Канады, подчиняется непосредственно Святому Престолу.

## История
1 января 2012 года Конгрегация доктрины веры учредила Персональный Ординариат Кафедры Святого Петра, который был создан согласно изданной 4 ноября 2009 года апостольской конституции Anglicanorum Coetibus. Согласно данному церковному документу статус Персонального ординариата для бывших англикан, перешедших в католицизм, соответствует католическому диоцезу. Верующие Персонального ординариата Кафедры Святого Петра имеют свою иерархию, частично сохраняют свой англиканский обряд и каноническую независимость от американской латинской иерархии.
Персональный ординариат Кафедры Святого Петра входит в Конференцию католических епископов США.
Первым ординарием Персонального ординариата Кафедры Святого Петра стал бывший англиканский священник Джеффри Стинсон, который был введён в должность 12 февраля 2012 года. C ноября 2015 года ординариат возглавляет епископ Стивен Лопес (Stephen J. Lopes).

## Литургия
Как и в остальных двух персональных ординариатах, здесь также используется литургия западного обряда согласно миссалу Divine Worship: The Missal. Характерной чертой этого обихода является сохранение некоторых специфических англиканских черт в богослужении, использование традиционного для Книги общей молитвы иератического английского языка.
Поскольку священники ординариата являются и регулярными католическими священниками, они также могут служить ординарную мессу согласно Римскому миссалу (т.н. Novus Ordo), а также экстраординарую Тридентскую мессу (её также называют Традиционной латинской мессой) благодаря выпущенной Папой Бенедиктом XVI motu proprio Summorum Pontificum.

### Особенности литургического языка
Характерной особенностью миссала Divine Worship является использование в нём ранненовоанглийского языка (Early Modern English), используемого, в частности, в Книге общей молитвы, что противопоставляет его Римскому миссалу, использующему современный английский язык.

## Ординарии
- священник Джеффри Стинсон (12.02.2012 — 24.11.2015).
- епископ Стивен Лопес (24.11.2015 — н. вр.)

## Источник
- EREZIONE DELL’ORDINARIATO PERSONALE DI THE CHAIR OF SAINT PETER E NOMINA DEL PRIMO ORDINARIO (недоступная ссылка) (итал.)